# 墨河街道
墨河街道是中华人民共和国江苏省徐州市新沂市下辖的一个街道办事处。
2013年8月6日，江苏省人民政府批复同意将原新安镇的新段、段庄、琅墩、新戴、神井、倪墩6个居委会区域，与原唐店镇的马场、双城2个居委会区域以及港头镇史圩居委会区域合并，设立墨河街道办事处，办事处驻大桥西路99号。

## 行政区划
墨河街道下辖以下村级行政区划单位：
新段村、倪墩村、史圩村、马场村、双城村、段庄村、琅墩村、新戴村和神井村。